# Winnipeg (jezero)
Winnipeg je veliko jezero na jugu Kanade u provinciji Manitoba,  izvor rijeke Nelson.

## Zemljopisne karakteristike
Jezero Winnipeg nalazi se na jugu kanadske provincije Manitoba blizu granice s Ontariom. Ono je ostatak prapovijesnog glacijalnog jezera Agassiz.Jezero Winnipeg dugo je oko 425 km i zauzima površinu od 24 387 km², ali je uglavnom plitko, prosječna dubina iznosi 15 m, dok je najveća dubina 217 m.Jezero prima vode od tri glavne pritoke, rijeka; Saskatchewan, Winnipeg i Red, a njegove vode ističu rijekom Rijekom Nelson u Hudsonov zaljev.
Po Winnipegu ima nekoliko otoka, od kojih se po veličini se izdvajaju otoci Hecla, Deer i Black, na kojima je danas smješten Provincijski park Hecla, na površini od 862 km².
Zapadne obale jezera su uglavnom prekrivene gustim šumama, dok su južne obale poznate po pješčanim plažama. Jezero Vinipeg je bogato ribom koju lovi flota iz najvećeg naselja na njegovim obalama Gimli. Ono je i rekreaciona zona obližnjeg velikog grada Winnipeg, koji je udaljen 64 km južnije.

## Etimologija
Winnipeg na jeziku indijanaca Cree, znači Blatna (mutna) voda.